# Елица Баръмова
Елица Баръмова, с артистично име Барамó, е българска художничка, работеща в областта на живописта, графиката, приложното изкуство и графичния дизайн.

## Биография
Родена в София, ранните си детски години прекарва със семейството си в Куба. Учи в ССХУ за приложни изкуства – София, специалност „Текстил“ и завършва с дипломна работа „Абстрактната единица в качеството си на модул“. Подготвя се за изпити в „Beaux Art“ – Париж. Кандидатства в Национална художествена академия „Николай Павлович“ две поредни години, 1994 в специалност „Пространствено оформление“, 1995 г. е приета в специалност „Илюстрация“. През 2001 г. завършва с магистърска степен при проф. Владислав Паскалев и проф. Тодор Варджиев.
В периода 2000 – 2006 г. излага предимно в Германия. Заобикалящият културен пейзаж повлиява на нейните виждания, както и немският експресионизъм. Отличена с награди за живопис: „Rolf Broenstrup“ – Хановер (2005); Лацен, Хановер (2003). Открива вернисажа в галерия „Studio Wasserscheune“ (Ербсен/ ФРГ) с хепънинг в трио: джаз легендата Г. Хампел и колегата Аренс. Съпровождащият събитието каталог (произведения до 2003 г.) е издаден с немска субсидия. Реализира многобройни изложби в галерии и музеи в цяла Германия.
От средата на 2010 г. активно работи и в областта на графичния дизайн. Работи със Столична Библиотека (изложба 32 плаката по повод 90-годишния ѝ юбилей и 140 години от освобождението на София – 2018). Столична община (фестивал „Херберт фон Караян“ – ежегодно от 2001 до 2008 г.), музикална компания „Stars Records“ (цялостна рекламна кампания и сценография на зала 1–НДК, 2006), издателство Ерго, Министерство на външните работи (лого концепция за участие на България във фестивала „Европалия 2002“ / Белгия – конкурс – лого редизайн). През 2007 – 2017 г. прави обекти и съвременна бижутерия, работи с галерии в София и Виена, Австрия 2014/15.
От 2007 г. Барамó живее и работи в София. Излага самостоятелно курирания проект „Монади“ (2008) – живопис и инсталация – в галерия „Максим“ – София. През 2015 г. започва работа върху визуална концепция за описание на формата и нейното съдържание, наречена „Седиментен процес“. Техниката е акрил върху хартия или платно. Три години по-късно самостоятелно курираният проект е представен в „[a]cube contemporary“ – София, проект „Архитектът“ – композиции и концептуални текстове.
Авторката работи в различни жанрове, както и интердисциплинарно. Използвани техники: акварел (импресионистични студии), масло, акрил, съвременни медии. Практиката на авторката често включва концептуални текстове към творбите. Тя е реперирана като неоекзистенциален художник от проф. Кр. Делчев (проект „Архитектът“ – 2018).
Участва в събития, групови изложби и симпозиуми.
Национален представител е във Франкофонските игри в Канада, раздел живопис (2001 г.), проекта EU Mitte в Гелнхаузен, Германия (2008) и проекта Art Meets History – Grimbergen – Брюксел/ Белгия (2017 – съосновател на групата Actex).
Член е на Съюза на българските художници, секция живопис.

## Разработвани теми и проекти
- антропоцентрирани – духовна и соматична корелация: проект States; неоекзистенциализъм; проект The Architect; идентификационни модули; проект Nomads; комуникация и отчуждение; проект Monologues; човекът и следите, които оставя (върху другите и природата); Мобили (Dyonisian) и Топоси (Apollonic), които се отнасят до фундаменталното движение и платоническата концепция за подвижна красота; проект Homo Saltans[18]
- трансцендентни – проект Parallel Realities; проект Monads; отсъстващото Присъствие и мимезиса; проект Anthropocentimetries
- етика и естетика – разделение между природа и култура;[19] творби в памет на велики артисти и личности

## Творческа биография
Самостоятелни изложби (избрани)
- 2018 – Галерия [a]cube contemporary (проект „Архитектът“) – София
- 2017 – „White House“ център за култура; х. „Хеброс“ (проект „Homo Saltans“) – Пловдив
- 2013 – Галерия „East-West“ (ретроспективна изложба) – Общинска галерия Банкя
- 2008 – Галерия „Максим“ (проект „Монади“ – живопис, инсталация и хепънинг) – София
- 2006 – Галерия „Alte Feuerwache“ (проект „Cuba Libre – улични секвенции“) – Гьотинген
- 2006 – VERDI Институт (ретросп. изложба) – Лаге Хьорсте
- 2005 – Български културен институт (ретросп. изложба) – Берлин център
- 2005 – Музей „Gropius“ (проект „Формата следва фикцията“) – Алфелд
- 2004 – община Laatzen (проект „Anthropocentimetries“), БРД – Гьоте и-тут (проект „Дежа-ву“) – Гьотинген
- 2004 – Галерия Kuenstlerhaus (проект „Anthropocentimetries“) – Гьотинген
- '04,'03 – VERDI Институт (проект „Отворени врати“) – Берлин Ванзее
- 2003 – Студио Wasserscheune (пр. „Metamorph@sen“ и хепънинг с джаз музиканта G. Hampel) – Ербсен
- 2003 – Галерия „Торхаус“ (ретросп. изложба) – Брауншвайг
- 2002 – Галерия „Николов“ (ретросп. изложба) – Хале
- 2000 – Арткафе „Арцбергер“ (експресии) – по покана от община Виена
- 2001 – Галерия „Артамонцев“ (проект „Полифонично“) – София

Групови изложби (избрани)
- 2018 – Armory artweeks, Stricoff Gallery (проект „Архитекта“), Ню Йорк
- 2018 – Галерия-музей „Класика“ – София
- 2017 – Art Basel, Artbox.Project (проект „Номади“), Базел
- 2016 – project „Art meets History“ – Гримберген – Брюксел
- 2015 – Галерия „Астри“ (Годишна изложба 30/30) – София
- 2014 – Галерия V & V – Виена
- 2010 – Пето биенале на малките форми – Плевен
- 2008/9 – Галерия „Шипка 6“, „Секция 13“ за експериментално изкуство (обект „SOS Golden Trees“; обект „Чадъра на Даная“) – София
- 2009 – Галерия за чужд. изкуство – „10 г. Франкофония“ (проект „Паралелни реалности“) – София
- 2001 – „Musee des Beaux Arts“ – IV Франкоф. игри (проект „Отчуждение“) – Отава